# Nuevo puente ferroviario Biobío en Concepción
El Puente Ferroviario "Biobío" es un viaducto de 1886 metros de extensión que cruza el Río Biobío, inaugurado en 2025 y que consta de dos líneas electrificadas que conectan las comunas de Concepción y San Pedro de la Paz. Se encuentra construido de manera paralela al antiguo puente ferroviario inaugurado en 1889, siendo ideado con el objetivo de reemplazarle en su totalidad.  
El diseño del viaducto también incluyó la creación de un nuevo túnel en el Cerro Chepe.
Se calcula que el valor del proyecto asciende a alrededor de USD 270 millones.
Las labores de construcción comenzaron en febrero de 2022.

## Historia
La edificación del nuevo viaducto ferroviario sobre el río Biobío comienza en el 2020, año en el que el proyecto obtuvo la validación de la Resolución de Calificación Ambiental. En febrero de 2022, se emprendieron las labores para construir la nueva estructura, responsabilidad que recayó sobre la compañía SACYR. En septiembre del mismo año se instalaron las faenas de construcción. Debido al temporal de junio de 2023, la maquinaria de construcción fue retirada del sitio el día 26 de junio debido al riesgo. Las obras retomaron su trabajo normal en los siguientes días sin daños a la infraestructura construida.
El 12 de abril, EFE informó que todos los pilotes del puente ya habían sido instalados en el río, por lo que las obras continuarán en la instalación de las vigas del puente, para que a finales de año se inicie la instalación de los sistemas ferroviarios.
Se prevé que la finalización total del nuevo puente se produzca a finales de 2025.

## Características
El nuevo puente ferroviario posee una longitud de 1.886 metros, y su ancho abarca 8,5 metros. Con respecto a las vías, se dispone de dos de ellas, las cuales son electrificadas, permitiendo un desplazamiento a una velocidad máxima de 100 km/h. Además, cada eje tiene una capacidad portante de 25 toneladas, lo que asegura una resistencia adecuada para el transporte de pasajeros y carga. La estructura del puente se sustenta en 16 pilares y está dividida en 17 tramos.
El viaducto se erigió de forma adyacente al existente puente metálico de vía única, el cual fue levantado en 1889 con el propósito de vincular a Concepción con los yacimientos de carbón en Lota y Coronel.
La edificación de un nuevo viaducto ferroviario sobre el río Biobío se justifica por la necesidad de potenciar la capacidad del tránsito de pasajeros y mercancías en la región, además de propiciar la expansión de iniciativas como el Biotrén a Lota. El puente ferroviario actual, que se remonta a 1889, presenta limitaciones debido a su antigüedad y a su diseño de una sola dirección. La nueva estructura posibilitará el tránsito de dos trenes de manera simultánea a velocidades de hasta 100 km/h, lo que se traducirá en un incremento en la frecuencia y la capacidad de los servicios, lo que repercutirá favorablemente a cerca de 600 mil usuarios y en el crecimiento regional.

### Obras en paralelo
El proyecto del nuevo puente ferroviario incorpora una serie de mejoras y adiciones significativas, que son la construcción de un nuevo túnel en el Cerro Chepe, el cual contará con dos vías y una longitud de 320 metros. Además, se contempla un rediseño del Patio de Maniobras en el sector Estación Biobío, situado en San Pedro de la Paz, para optimizar las operaciones ferroviarias. Asimismo, se instaurará una estructura ornamental en el puente, y se actualizará todo el sistema de vías que se extiende a lo largo de aproximadamente 7 km. Este proyecto incluye también sistemas anexos de electrificación, iluminación y señalización, junto con diversas obras complementarias menores, para que se cumpla un funcionamiento eficiente y seguro de la infraestructura.